# Camponotus gabonensis
Camponotus gabonensis är en myrart som beskrevs av Santschi 1926. Camponotus gabonensis ingår i släktet hästmyror, och familjen myror. Inga underarter finns listade.